# 1369
1369 (MCCCLXIX) var ett normalår som började en måndag i den julianska kalendern.

## Händelser

### Mars
- 23 mars – Henrik II blir på nytt kung av Kastilien, efter att ha varit avsatt i två år.

### Augusti
- 3 augusti – Vapenstillestånd sluts mellan Håkan Magnusson och Hansaförbundet.

### Sensommaren
- Hansaförbundet intar Helsingborg.

### Okänt datum
- Bo Jonsson (Grip) blir Albrekt av Mecklenburgs närmaste man.
- Sverige drabbas på nytt av pesten.
- Nordbornas regelbundna seglatser till Grönland upphör.

## Födda
- Clemens VIII, född Gil Sanchez Muñoz y Carbón, motpåve 1423–1429.
- Margareta (missionär)

## Avlidna
- 15 augusti – Filippa av Hainaut, drottning av England sedan 1328 (gift med Edvard III)
- datum okänt – Agnes Randolph, skotsk grevinna, känd som Dunbars försvarare.
- Margareta av Tyrolen, regerande grevinna av Tyrolen.